# 尿酸
尿酸是含有碳、氮、氧、氫的雜環化合物，其分子式為C5H4N4O3。尿酸在人體內是嘌呤的最終代謝物。爬蟲類和鳥類會將代謝廢物氨轉換成尿酸在糞便排出。尿酸是強抗氧化劑，在有些靈長類中可以取代維生素C的功能。

## 歷史

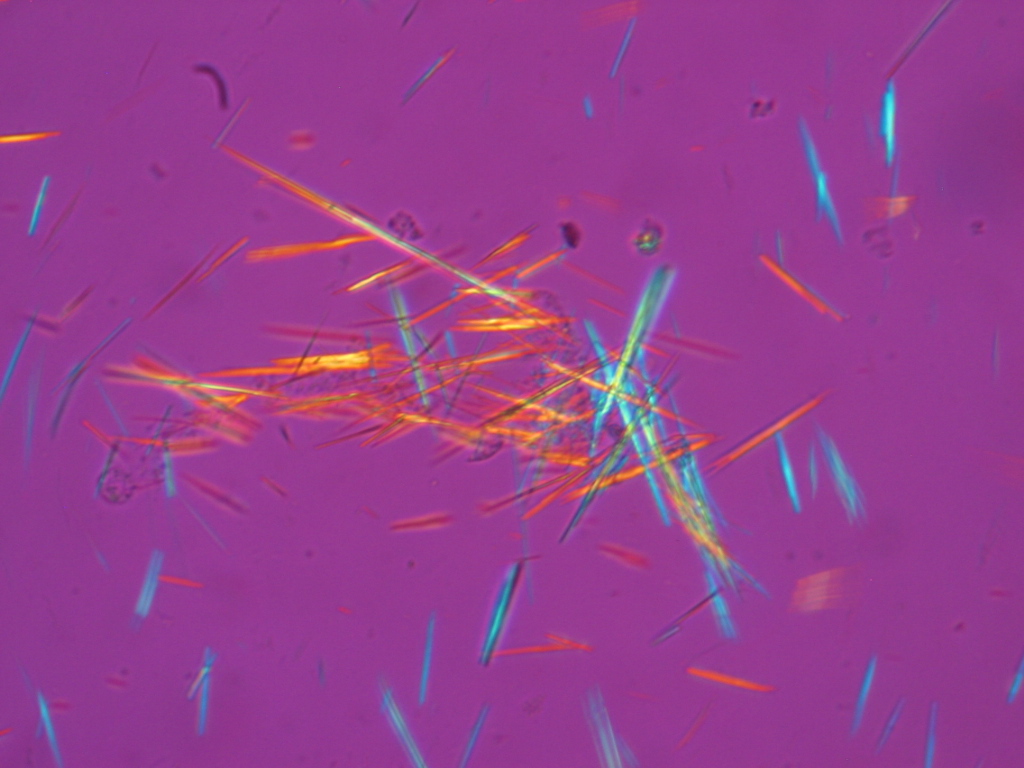
偏振光下发出荧光的针状尿酸一钠晶体，取自关节滑膜液中。

1776年瑞典化學家卡爾·威廉·舍勒首次由腎結石中分離出尿酸。1882年，烏克蘭化學家伊萬·霍爾巴切夫斯基用甘氨酸與尿素來合成尿酸。

## 人類
一個人如果以下任一現象：腹部有肥胖、胰島素抵抗（糖尿病或糖尿病前期）、高血壓、高血脂（Hyperlipidemia）、經常飲水過少、經常進行無氧運動而不事後按摩舒緩、先天體質特殊，則很容易在新陳代謝過程中，無法將攝取的嘌呤進一步代謝成為可以從腎臟中經尿液排出的排泄物。而這些物質最終形成過多尿酸，再經血液流向（軟）結締組織，以結晶體積存於其中，如果有誘因引起沉積在軟組織如關節膜裡的尿酸結晶釋出，那便導致身體免疫系統過度反應（敏感）而造成炎症（痛風症）。
高尿酸血症是引起痛風的主因，也與糖尿病和腎結石有關。痛風是一种因嘌呤代谢障碍而尿酸累积而引起的疾病。
药物治疗帮助排泄尿酸，常用的有别嘌醇、洛芬待因，秋水仙碱可以缓解痛風发作时的症状，但不会降低尿酸的水平。在飲食上，低脂低鈉、低果糖、避免高升糖指數，少用强烈刺激的调味品或香料，禁食内脏、骨髓、海鮮、啤酒，限酒，还要大量喝水，每日应该喝2000c.c以上的水，促进尿酸排除。
血尿酸高的人在饮食上应减少動物性高嘌呤食物、果糖、飽和脂肪及酒（尤其啤酒）的摄入，尤其是帶殼海鲜、动物内脏、肉類（紅肉影響更大）的攝取也要有限制。

## 延伸閱讀
- Nakamura, Toru. . Nihon Rinsho. Japanese Journal of Clinical Medicine. 2008-04, 66 (4): 624-635  [2025-02-05]. ISSN 0047-1852. PMID 18409506. （原始内容存档于2025-02-04）.

## 外部連結
- Uric acid - Lab Tests Online （页面存档备份，存于）
- Uric acid blood test - MedlinePlus （页面存档备份，存于）
- International Kidney Stone Institute （页面存档备份，存于）
- NHS Clinical Knowledge Summaries
- Uric acid: analyte monograph - the Association for Clinical Biochemistry and Laboratory Medicine